# Martin Schmeding
Martin Schmeding (* 1975 in Minden) ist ein deutscher Organist, Kirchenmusiker und Hochschullehrer.

## Leben und Wirken
Schmeding studierte Kirchenmusik, Musikerziehung, Blockflöte, Orgel, Dirigieren, Cembalo und Musiktheorie in Hannover, Amsterdam und Düsseldorf. 1999 wurde er als Nachfolger von Oskar Gottlieb Blarr Kantor und Organist an der Neanderkirche in Düsseldorf. Von 2002 bis 2004 war er als Kreuzorganist an der Kreuzkirche in Dresden tätig und wechselte dann als Professor an die Hochschule für Musik Freiburg, wo er seit 2012 das Institut für Kirchenmusik der Hochschule leitete. Von 2012 bis 2016 war er Titularorganist der Ludwigskirche in Freiburg und leitete das Herdermer Vokalensemble. Seit dem Wintersemester 2015 ist er Professor für Orgel an der Hochschule für Musik und Theater Leipzig in Nachfolge von Arvid Gast und Stefan Engels.
Im Jahr 2021 wurde Schmeding an der Hochschule für Musik Carl Maria von Weber Dresden im Fach Musikwissenschaft mit einer Dissertation über das Orgelschaffen von Wolfgang Rihm promoviert.
Schmeding veröffentlichte zahlreiche Tonträger, u. a. das Gesamtwerk für Orgel von Johannes Brahms, Felix Mendelssohn Bartholdy, Franz Schmidt und Max Reger.

## Preise und Ehrungen
Schmeding war u. a. Preisträger beim Mendelssohn-Bartholdy-Wettbewerb Berlin, Pachelbel-Wettbewerb Nürnberg, Ritter-Wettbewerb Magdeburg, Böhm-Wettbewerb Lüneburg, Hochschulwettbewerb Hannover/Mannheim, Deutschen Musikwettbewerb Berlin, Europäischen Wettbewerb junger Organisten Ljubljana und Musica antiqua Competition Brugge. 1999 war er Finalist des ARD-Wettbewerbs München. 2009 wurde er für die Aufnahme von Tilo Medeks Orgelwerken mit dem Preis der deutschen Schallplattenkritik ausgezeichnet. 2010 erhielt er den Echo Klassik als Instrumentalist des Jahres für seine Einspielung der Goldberg-Variationen in der Orgelfassung. 2017 wurde er von der Unicum-Stiftung als „Professor des Jahres“ ausgezeichnet.

## Schülerinnen und Schüler (Auswahl)
(Quelle:)
- Anna-Victoria Baltrusch
- Julian Emanuel Becker
- Georg Hage
- Sebastian Heindl
- Sebastian Küchler-Blessing
- Johannes Lang
- Matthias Maierhofer
- Martin Sturm
- Johannes Krahl